# 윤덕진 (1926년)
윤덕진(尹德珍, 1926년 3월 7일~2002년 1월 5일)은 대한민국의 인간문화재다.

## 생애
1926년 3월 7일 윤랑구(尹郞九)의 아들로 태어났다. 그후 할아버지와 부친이 만드던 북을 보며 자랐다. 하지만 1948년 여순 사건으로 부친이 별세하자 그걸 물려받고 조부에게 배움을 받았으며 1950년까지 북 제작자로 살았다. 하지만 1950년 경찰이 되고 싶다고 느껴 직업을 바꾸게 된다. 1954년, 부상으로 인해 다시 북 제작자로 직업을 바꿨으며 또 할아버지에게 배움을 받고 결국 1991년 중요 무형 유산 63호 북 제작 기능 보유자로 인정받았다. 이후로도 북을 제작하다 2002년 1월 5일에 뇌출혈로 한양대병원에서 75세로 별세했다.

## 가족
- 조부 윤억판(尹億判)
  - 부친 윤랑구(尹郞九, 1948년 별세)
    - 자신 윤덕진(1926년~2002년)
      - 장남 윤종수(1952년~)
      - 차남 윤종국(尹鍾國, 1961년~)
      - 삼남 윤신
      - 딸 5명